# Anna Sierpińska
Anna Sierpińska ( ur. 17 marca 1947 we Wrocławiu, zm. 19 października 2023 w Quebecu) – profesor matematyki i statystyki w Concordia University.

## Życiorys
Urodziła się we Wrocławiu, a ponieważ ojciec był dyplomatą jako dziecko mieszkała z rodziną za granicą. W 1970 roku ukończyła studia na Uniwersytecie Warszawskim, specjalizując się w algebrze przemiennej. W 1984 roku uzyskała doktorat z dydaktyki matematyki w Wyższej Szkole Pedagogicznej w Krakowie. Na początku lat 80. XX wieku kierowała pracami Biura Kongresowego w ramach przygotowań do Międzynarodowego Kongresu Matematyków w Warszawie. Kongres planowany w 1982 roku odbył się rok później (1983).
Gdy w 1990 roku David Wheeler profesor matematyki w Concordia University w Montrealu przeszedł na emeryturę Annie Sierpińskiej zaproponowano objęcie po nim katedry matematyki. Była członkinią International Commission on Mathematical Instruction (ICMI), a w latach 90. XX wieku pełniła funkcję wiceprezesa.
W latach 90. XX wieku została członkiem redakcji czasopisma „Educational Studies in Mathematics”, przez jakiś czas pełniła funkcję zastępcy, a w latach 2001–2005 redaktora naczelnego pisma. W 2006 roku otrzymała tytuł doktora honoris causa Uniwersytetu Technicznego w Luleå  w Szwecji.
Jej mężem był Marek Jankowski. Mieli dwóch synów Pawła i Michała.

## Publikacje
- Understanding in Mathematics 1994[6]